# Shut Down (canción de Blackpink)
«Shut Down» es una canción del grupo surcoreano Blackpink. Fue lanzada el 16 de septiembre de 2022 a través de YG Entertainment e Interscope Records, como el sencillo principal de su segundo álbum de estudio surcoreano de larga duración del grupo, titulado Born Pink.

## Antecedentes y lanzamiento
El 26 de abril de 2022, el medio de comunicación surcoreano Sports Dong-A reportó que, según una fuente de la industria musical, Blackpink se estaría preparando para regresar con un nuevo álbum. Dos días más tarde, medios de Corea del Sur actualizaron la información reportando el inminente regreso de Blackpink no antes de julio de 2022.
El 19 de mayo de 2022, el medio surcoreano JTBC Newsroom informó que Blackpink tendría su próximo lanzamiento musical en el tercer trimestre del año, tras encontrarse inactivas durante casi dos años después de su primer álbum de estudio The Album. «Se espera que Blackpink regrese en el tercer trimestre y comience una gira en el cuarto trimestre», señaló Hyein Lee, investigadora de Yuanta Securities.
El 31 de julio de 2022, la compañía lanzó sorpresivamente un vídeo promocional bajo el título de Born Pink, anunciando de manera definitiva el lanzamiento de un sencillo de prelanzamiento en agosto, su nuevo álbum en septiembre y el inicio de una nueva gira mundial a partir de octubre de 2022.
El 24 de agosto, YG Entertainment anunció que las cuatro integrantes de Blackpink se encontraban filmando el vídeo musical de la canción principal de su segundo álbum en un sitio de filmación en la Provincia de Gyeonggi en Corea del Sur. «Mientras se preparan para la gira mundial programada y la etapa de regreso, están trabajando duro en un calendario para cumplir sus promesas con sus fans», señaló el comunicado, agregando además que «todas las canciones del álbum son los cristales que escribirán una nueva historia para Blackpink, pero la canción principal en particular será una canción que sorprenderá a los fanáticos de la música mundial. El vídeo musical también elevará el estatus del K-Pop con una diferencia que nunca antes se había visto».
El 6 de septiembre de 2022 fue publicado un póster conceptual anunciando que el título del sencillo principal del álbum Born Pink llevaría por título «Shut Down», ha ser lanzado el 16 de septiembre, junto con la publicación del nuevo álbum. «El título es intuitivo pero extrañamente tenso. 'Shut Down' es una palabra que significa el cierre de un determinado espacio. Esperamos con ansias presentarles la nueva historia que Blackpink revelará, que han capturado los corazones de los fanáticos de la música de todo el mundo con su encanto femenino y carisma sin igual», señaló el comunicado oficial.
Del 10 al 13 de septiembre fueron publicados pósteres promocionales de cada una de las miembros, luciendo vestuarios con una estética oscura y misteriosa, mientras que el 15 de septiembre fue publicado un nuevo póster conceptual de las cuatro miembros juntas, esta vez todas con atuendos rojos y rosados, anunciando la falta de un día para el lanzamiento del sencillo y el álbum.

## Composición y letra
«Shut Down» fue escrita por Teddy Park, Danny Chung y Vince, compuesta por el propio Teddy junto a 24, este último también a cargo de los arreglos musicales. Tiene  una duración de dos minutos y 55 segundos, y fue compuesta en clave de do mayor con un tempo de 110 pulsaciones por minuto en una métrica compuesta. El sencillo utiliza un sample del tercer movimiento del Concierto para violín n.º 2 de Niccolò Paganini, conocido como «La campanella», a través de la cual maximiza el aura oscura y misteriosa que encarna la canción original, armonizando con ritmos hip-hop clásicos, un rap dinámico y una extraña tensión.
Líricamente, la canción le habla directamente a los detractores y a quienes constantemente las critican y les desean el fracaso. En el primer verso, Jennie y Lisa hablan de estar siempre en la mente de sus enemigos: «Gira la cabeza, cuidado, podrías romperte el cuello», rapea Jennie, antes de que Lisa audazmente agregue: «Ladra, porque la correa en tu cuello es mía». Jisoo comienza el siguiente verso haciendo alarde de su éxito con la letra: «Haz que llueva el dinero, no te tropieces, cariño. Sé humilde, solo siéntate, cariño», mientras que Rosé les recuerda a sus haters que Blackpink seguirá subiendo a la cima, con la frase «Orando por mi caída, muchos lo han intentado, bebé. Atrápame cuando escuches a mi Lamborghini hacer vroom, vroom, vroom, vroom». El coro resalta el hecho que son la atracción principal cuando están cerca: «Es negro y es rosa una vez que se pone el sol», canta el grupo, «Cuando nos detenemos, sabes que es un cierre». La canción finalmente resulta siendo toda una serie de homenajes a su historia de éxitos, pero también un continuo mensaje de superación y conquista.
Sobre el proceso de grabación, Lisa señaló que «Nos reunimos todos en el estudio de grabación y escuchamos la versión de demostración. Cuando comenzó la introducción, todas las miembros nos miramos unas a otras sin decir nada. A través de los ojos del otro, decíamos, '¡Esta es la canción principal!'. Mientras escuchaba, naturalmente imaginé la actuación. Estábamos muy convencidos de que Blackpink estaba muy bien representado y que era la música que nosotras podíamos expresar bien». Por otra parte, Jennie definió el sencillo como «una canción que lleva el carisma, que Blackpink ha mostrado constantemente, al siguiente nivel. La armonía de los ritmos hip-hop clásicos y modernos es impresionante y tiene un encanto nuevo pero adictivo. Las letras ingeniosas que se sueltan con sensatez o la coreografía puntual que desentraña intuitivamente 'Shut Down' parecen ser elementos interesantes. Espero que las emociones y la emoción que sentimos por primera vez puedan transmitirse a todos los que escuchen la música».

## Promoción
El 16 de septiembre de 2022 se llevó a cabo una transmisión en vivo emitida por la cuenta oficial del grupo en YouTube, emitida una hora antes del lanzamiento del álbum Born Pink. La transmisión se llevó a cabo en un gran escenario utilizando el concepto de la canción principal «Shut Down», donde revelaron una variedad de historias sobre el detrás de cámaras de la filmación del vídeo musical y actividades futuras, la introducción de nuevas canciones, así como adelantos sobre la gira mundial Born Pink World Tour.
Ese mismo día, el grupo fue entrevistado en las radios estadounidenses Sirius XM y 102.7 KIIS FM como parte de las promociones tanto del sencillo como del nuevo álbum, además de presentar por primera vez la canción en vivo en el programa Jimmy Kimmel Live! de la cadena ABC el 19 de septiembre de 2022.

### Vídeo musical
El 13 de septiembre de 2022 fue publicado un vídeo de adelanto del vídeo musical de «Shut Down», de tan solo 23 segundos, donde se aprecian calles con carteles pegados en sus paredes con la gran mayoría de los nombres de las anteriores canciones del grupo, mientras a Rosé se le oye entonar la frase «Keep watching me shut you down». Respecto al vídeo musical, Jisoo señaló que «El escenario y los accesorios de moda que presentamos en 'Shut Down' y la fuerte atmósfera general del estilo combinaron muy bien con la música. Si observan detenidamente el vídeo musical, las canciones exitosas anteriores de Blackpink están ocultas en todas partes».
El vídeo musical fue lanzado junto con el álbum, el 16 de septiembre de 2022 a las 13:00 hrs. (KST). El videoclip muestra a las cuatro miembros haciendo gala de su éxito y confianza mediante versos y rapeos que hacen constantemente referencia a los más críticos y detractores. Junto con ello, se plantea un 'reinicio' del grupo, donde comienzan a dejar atrás sus anteriores trabajos para dar un paso y subir al siguiente nivel. Para ello, hacen referencia a lo largo de todo el vídeo de gran parte de su discografía anterior, realizando sus coreografías en calles repletas de afiches y anuncios comerciales con los nombres de muchos de sus principales éxitos lanzados previamente, como «Boombayah», «Pink Venom», «Sour Candy», «Ice Cream» y«Crazy Over You», incluidas las canciones en solitario de las miembros como «Gone», «Solo», «Lalisa» y «Money», además de replicar escenas de algunos de sus vídeos musicales más famosos, como Jennie sobre un tanque M48 Patton forrado de diamantes («Ddu-Du Ddu-Du») y jugando con un fósforo sobre una bañera («Playing with Fire»); a Lisa sobre una especie de muelle («Playing with Fire»), luego rapeando entre bolsas de dinero y parlantes de música («Boombayah») y finalmente empuñando una espada inscrita con la palabra 'Blackpink' («Ddu-Du Ddu-Du»); a Jisoo sosteniendo un paraguas y sacándose una selfi frente a una de sus imágenes más icónicas del vídeo de «Ddu-Du Ddu-Du»; y a Rosé sentada sobre un planeta a escala («Whistle»), luego conduciendo sola un auto de alta gama («Kill This Love») y también columpiándose sobre una lámpara de araña («Ddu-Du Ddu-Du»).
El 20 de septiembre se publicó un vídeo detrás de escena de la filmación del vídeo musical, donde se ve a las miembros del grupo en los sets de filmación y compartiendo sus experiencias y deseos respecto al nuevo vídeo musical.

### Vídeo performance
El 18 de septiembre de 2022, fue publicado en YouTube el vídeo de práctica de la canción. En él, las cuatro miembros muestran la coreografía completa de la canción, todas vestidas de negro en el mismo garaje comercial de color blanco cromado con tres portones en el fondo que se aprecia en el vídeo musical. Las integrantes son acompañadas por ocho bailarinas de respaldo a lo largo de gran parte de la canción.

## Recepción

### Comentarios de la crítica
Rob Sheffield de revista Rolling Stone señaló en su crítica del álbum que «'Shut Down' es un momento típico: estas mujeres se pasan el hilo dental en su automóvil con un ritmo de trap y un bucle loco de violín clásico, proveniente de 'La campanella' del compositor clásico italiano Niccolò Paganini. Besan a los rivales y a los paparazzi con la burla, '¿Rezando por mi caída? Muchos lo han intentado, cariño', con ciertos 'vroooms' que evocan a Missy Elliott, mientras las chicas cantan: '¡Azota, azota, azota, azota! Sigue viéndome apagarlo!'. Blackpink se jacta de ser tanto estrellas del pop como estrellas del rock en 'Shut Down'».
Jeff Benjamin para Billboard indicó que «La incorporación de música clásica en su esfera de hip-hop la convierte en una de sus producciones más emocionantes y satisfactorias al instante hasta la fecha. Las letras repetitivas en el coro evitan que se convierta en una de las canciones más destacadas de Born Pink, pero estas inesperadas sorpresas sónicas son de lo que se trata el K-Pop, y Blackpink sigue siendo un líder cuyo próximo movimiento nadie puede predecir».
Abbie Aitken de la revista británica Clash señaló que «'Shut Down' es un triunfo. Se siente simple en sus componentes. Un violín combinado con un bajo pesado conduce en todo momento con efectos de disparos que caen cuando es necesario, sin embargo, es la presencia de las miembros lo que exige atención; Lisa y Jennie proporcionan versos dominantes, pero es el verso de rap sorpresa de Jisoo el que sobresale».

### Recibimiento comercial
Tras su lanzamiento «Shut Down» alcanzó el primer puesto de la lista global de canciones principales diarias de Spotify, siendo la segunda vez que el grupo alcanza el primer lugar, después de su sencillo de prelanzamiento «Pink Venom» que se lanzó en agosto de 2022. Como resultado, Blackpink tiene un total de dos canciones que ocuparon el primer lugar en esta lista, la primera entre todos los artistas de K-Pop. Se informó además que el sencillo se reprodujo más de 6,6 millones de veces el primer día de su lanzamiento. El país que representó la mayor parte fue Estados Unidos, donde registró un total de 1 037 386 transmisiones. También mostró una distribución uniforme de la popularidad en países como el Reino Unido, Canadá, Alemania, Vietnam, México, Tailandia y Brasil.
En la lista Top 100 del servicio de música en línea Melon, el sencillo ocupó la tercera posición por debajo de «Pink Venom» (2.º), y encabezó la lista de canciones mundial y la lista de canciones principales de iTunes de 43 países de todo el mundo.

## Reconocimientos

### Premios y nominaciones
| Año  | Evento                       | Premio                              | Resultado | Ref.   |
| ---- | ---------------------------- | ----------------------------------- | --------- | ------ |
| 2022 | KBS World Radio K-Pop Awards | Mejor canción del año               | Nominado  | [ 38 ] |
| 2023 | BreakTudo Awards             | Vídeo musical internacional del año | Nominado  | [ 39 ] |
| 2023 | Circle Chart Music Awards    | Canción del año - septiembre        | Ganador   | [ 40 ] |
| 2023 | Pop Golden Awards            | Canción Hip-hop del año             | Nominado  | [ 41 ] |

### Premios en programas de música
| Programa                  | Fecha                    | Ref.   |
| ------------------------- | ------------------------ | ------ |
| Show Champion (MBC Music) | 21 de septiembre de 2022 | [ 42 ] |
| Show Champion (MBC Music) | 28 de septiembre de 2022 | [ 43 ] |
| Show Champion (MBC Music) | 5 de octubre de 2022     | [ 44 ] |
| M! Countdown (Mnet)       | 22 de septiembre de 2022 | [ 45 ] |
| M! Countdown (Mnet)       | 29 de septiembre de 2022 | [ 46 ] |
| M! Countdown (Mnet)       | 6 de octubre de 2022     | [ 47 ] |
| Inkigayo (SBS)            | 2 de octubre de 2022     | [ 48 ] |
| Inkigayo (SBS)            | 9 de octubre de 2022     | [ 49 ] |
| Inkigayo (SBS)            | 16 de octubre de 2022    | [ 50 ] |
| Show! Music Core (MBC TV) | 8 de octubre de 2022     | [ 51 ] |

### Premios en tiendas de música en línea
| Premio                  | Fecha                    | Ref.   |
| ----------------------- | ------------------------ | ------ |
| Weekly Popularity Award | 26 de septiembre de 2022 | [ 52 ] |
| Weekly Popularity Award | 3 de octubre de 2022     | [ 53 ] |
| Weekly Popularity Award | 10 de octubre de 2022    | [ 54 ] |

### Listados
| Publicación            | Lista                                         | Ranking  | Ref.   |
| ---------------------- | --------------------------------------------- | -------- | ------ |
| Amazon Music           | Lo mejor de 2022: K-Pop                       | Incluida | [ 55 ] |
| Amazon Music           | Mejores canciones de 2022                     | 18.º     | [ 56 ] |
| Billboard              | Las 100 mejores canciones de 2022: Staff List | 91.º     | [ 57 ] |
| Cosmopolitan           | Las mejores canciones K-Pop de 2022           | 12.º     | [ 58 ] |
| Dazed                  | The best K-pop tracks of 2022                 | 23.º     | [ 59 ] |
| Genius Korea           | Las 100 canciones más populares del 2022      | 2.º      | [ 60 ] |
| Hypebae                | The best K-Pop songs and music videos of 2022 | Incluida | [ 61 ] |
| Spotify                | Most Streamed Top K-Pop Songs Globally 2022   | 7.º      | [ 62 ] |
| Teen Vogue             | The 79 Best K-Pop Songs of 2022               | Incluida | [ 63 ] |
| Teen Vogue             | 21 Best K-Pop Music Videos of 2022            | Incluida | [ 64 ] |
| The Review Geek        | 15 Best K-Pop Songs of 2022                   | Incluida | [ 65 ] |
| Universal Music Canada | Best of K-Pop 2022                            | Incluida | [ 66 ] |

## Posicionamiento en listas
| Lista (2022)                                        | Mejor posición |
| --------------------------------------------------- | -------------- |
| Alemania (Official German Charts)                   | 31             |
| Argentina (Argentina Hot 100)                       | 36             |
| Australia (ARIA)                                    | 5              |
| Austria (Ö3 Austria Top 40)                         | 24             |
| Canadá (Canadian Hot 100)                           | 7              |
| China (QQ Music Korean Hot 100)                     | 1              |
| Corea del Sur (Circle Digital Chart)                | 3              |
| Eslovaquia (Singles Digitál Top 100)                | 17             |
| España (PROMUSICAE)                                 | 82             |
| Estados Unidos (Billboard Hot 100)                  | 25             |
| Estados Unidos (Billboard Global 200)               | 1              |
| Estados Unidos (Billboard Global Excl. U.S.)        | 1              |
| Estados Unidos (Billboard Hot Trending Songs)       | 1              |
| Estados Unidos (Billboard World Digital Song Sales) | 1              |
| Francia (SNEP)                                      | 51             |
| Grecia (IFPI)                                       | 8              |
| Hungría (Single Top 40)                             | 3              |
| Hungría (Stream Top 40)                             | 34             |
| India (IMI)                                         | 4              |
| Irlanda (IRMA)                                      | 32             |
| Japón (Oricon Combined Singles)                     | 23             |
| Japón (Billboard Japan Hot 100)                     | 15             |
| Lituania (AGATA)                                    | 11             |
| Nueva Zelanda (Recorded Music NZ)                   | 6              |
| Países Bajos (Single Top 100)                       | 79             |
| Portugal (AFP)                                      | 22             |
| Reino Unido (Official Charts Company)               | 24             |
| República Checa (Singles Digitál Top 100)           | 40             |
| Singapur (RIAS)                                     | 1              |
| Sudáfrica (RISA)                                    | 45             |
| Suecia (Sverigetopplistan)                          | 92             |
| Suiza (Schweizer Hitparade)                         | 37             |
| Vietnam (Vietnam Hot 100)                           | 1              |

| Lista (2022)                         | Mejor posición |
| ------------------------------------ | -------------- |
| Corea del Sur (Circle Digital Chart) | 13             |

## Ventas y certificaciones
| País                                               | Organismo certificador | Certificación | Ventas certificadas | Ref.    |
| Ventas                                             | Ventas                 | Ventas        | Ventas              | Ventas  |
| -------------------------------------------------- | ---------------------- | ------------- | ------------------- | ------- |
| Australia                                          | ARIA                   | Oro           | 35 000*             | [ 101 ] |
| Canadá                                             | Music Canada           | Platino       | 80 000*             | [ 102 ] |
| *Cifras de ventas basadas sólo en certificaciones. |                        |               |                     |         |

## Historial de lanzamiento
| País     | Fecha                    | Formato                         | Sello                               | Ref.    |
| -------- | ------------------------ | ------------------------------- | ----------------------------------- | ------- |
| Mundo    | 16 de septiembre de 2022 | CD, descarga digital, streaming | YG Entertainment Interscope Records | [ 103 ] |
| Alemania | 16 de septiembre de 2022 | Casete                          | YG Entertainment Interscope Records | [ 104 ] |
| Francia  | 16 de septiembre de 2022 | Casete                          | YG Entertainment Interscope Records | [ 104 ] |
| Italia   | 7 de octubre de 2022     | Radio Airplay                   | Universal Music Group               | [ 105 ] |
| Mundo    | 30 de diciembre de 2022  | LP                              | YG Entertainment Interscope Records | [ 106 ] |